# Brugnato
Brugnato é uma comuna italiana da região da Ligúria, Província da Spezia, com cerca de 1.191 habitantes. Estende-se por uma área de 11 km², tendo uma densidade populacional de 108 hab/km². Faz fronteira com Borghetto di Vara, Rocchetta di Vara, Sesta Godano, Zignago.
Faz parte da rede das Aldeias mais bonitas de Itália.

## Demografia
| Variação demográfica do município entre 1861 e 2011                               |
|                                                                                   |
| Fonte: Istituto Nazionale di Statistica (ISTAT) - Elaboração gráfica da Wikipedia |